# Boletus inedulis
Espèce
Boletus inedulis est une espèce de champignons de la famille des Boletaceae.

## Systématique
Le nom correct complet (avec auteur) de ce taxon est Boletus inedulis (Murrill) Murrill, 1938,.
L'espèce a été initialement classée dans le genre Ceriomyces sous le basionyme Ceriomyces inedulis Murrill, 1938.
Boletus inedulis a pour synonymes :
- Boletus subclavatipes subsp. inedulis (Murrill) Singer, 1978
- Ceriomyces inedulis Murrill, 1938

## Étymologie
Son épithète spécifique, du préfixe privatif latin in, et du latin edulis, « mangeable, comestible, bon à manger », lui a été donné en référence au goût très désagréable de ce champignon mais dont la consommation, selon l'auteur, ne présentait pas d'effets néfastes.

## Publication originale
- (en) William A. Murrill, « New Boletes », Mycologia, Mycological Society of America (d), NYBG et Taylor & Francis, vol. 30, no 5,‎ septembre 1938, p. 520-525 (ISSN 0027-5514 et 1557-2536, OCLC 1640733, DOI 10.1080/00275514.1938.12017294, JSTOR 3754346).